# Сахновский, Леонид Николаевич
Леони́д Никола́евич Сахно́вский (1878—1920) — русский офицер, полковник, герой Первой мировой войны.

## Биография
Православный.
Окончил 1-й кадетский корпус (1897) и Николаевское кавалерийское училище (1899) по 1-му разряду, был выпущен в 37-й драгунский Военного Ордена полк.
Чины: корнет (1898) корнет гвардии (1899), поручик (1903), подъесаул (1903), штабс-ротмистр гвардии (1907), ротмистр (1911), полковник (1915).
В 1899 году был переведен в лейб-гвардии Кирасирский Его Величества полк.
Участвовал в русско-японской войне в составе казачьих частей в чине подъесаула, был трижды ранен. После войны вернулся в свой полк. Окончил Офицерскую кавалерийскую школу.
В Первую мировую войну командовал эскадроном Кирасирского полка (1915). Был награждён орденом Святого Георгия 4-й степени
За то, что в ночь с 25-го на 26-е февраля 1915 г., пройдя с отрядом через болота Жувинты, вышел в тыл противника у д. Дембовый Рог, успешно атаковал и оттеснил противника и захватил с боя два, защищаемые неприятелем, орудия.
Был помощником командира полка по строевой части (1916—1917), командовал стрелковым дивизионом 1-й гвардейской кавалерийской дивизии (1916). В начале 1917 года находился при штабе своего полка.
С сентября по декабрь 1917 года был командиром Подольского кирасирского полка (бывшего Кирасирского). В декабре полк был распущен из-за нежелания украинизироваться.
Участвовал в Белом движении в составе ВСЮР. Умер от тифа в конце 1919 или в начале 1920 года.

## Награды
- Орден Святой Анны 4-й ст. (1905);
- Орден Святого Станислава 3-й ст. с мечами и бантом (1905);
- Орден Святой Анны 3-й ст. (1911);
- Орден Святого Георгия 4-й ст. (ВП 21.06.1915).